# (629) Bernardina
(629) Bernardina – planetoida z grupy pasa głównego asteroid okrążająca Słońce w ciągu 5 lat i 200 dni w średniej odległości 3,13 j.a. Została odkryta 7 marca 1907 roku w Landessternwarte Heidelberg-Königstuhl w Heidelbergu przez Augusta Kopffa. Pochodzenie nazwy planetoidy nie jest znane. Przed jej nadaniem planetoida nosiła oznaczenie tymczasowe (629) 1907 XU.